# Religião nos Países Baixos

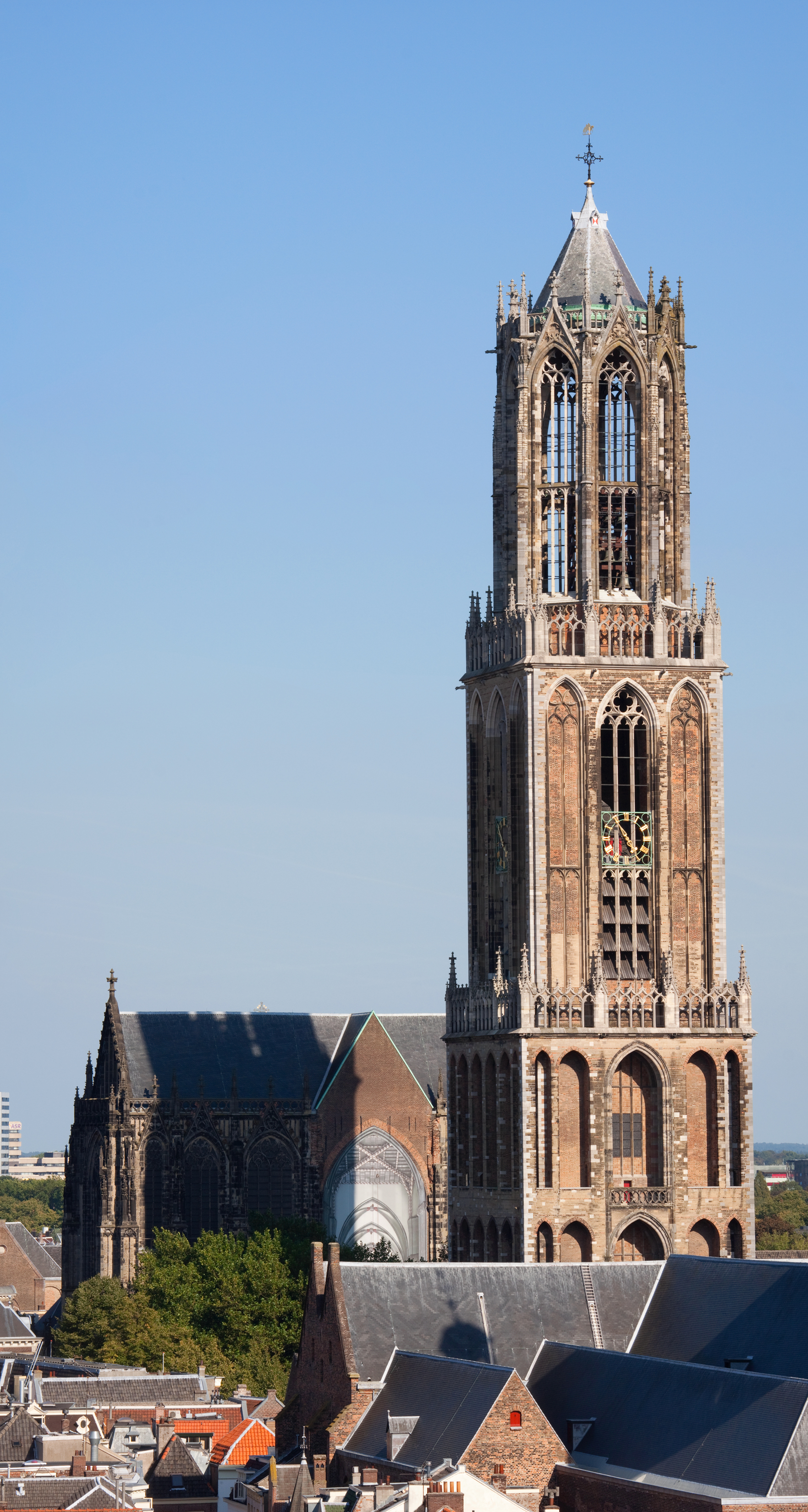
Igreja calvinista em Utrecht.

Historicamente o cristianismo tem sido a maior religião dos Países baixos entre os séculos X e XX. No final do século XIX, cerca de 60% da população era calvinista e 35% era católica (A maioria na província de Limburg). Desde então, houve um declínio significativo no cristianismo católico e protestante. Atualmente a maioria da população holandesa não se identifica com nenhuma religião em específico. Uma minoria muçulmana relativamente considerável também existe.
Em 2015, o Statistics Netherlands, o instituto governamental que reúne informações estatísticas sobre a Holanda, descobriu que 50,1% da população adulta (18+) declarou não ter afiliação religiosa. Os cristãos compreendiam 43,8% da população total; por denominação, o catolicismo era de 23,7%, os membros da Igreja Protestante da Holanda eram 15,5% e os membros de outras denominações cristãs eram 4,6%. O islamismo compreendia 4,9% da população total, o hinduísmo 0,6%, o budismo 0,4% e o judaísmo 0,1%. Muitos holandeses acreditam que a religião não deve ter um papel significativo na política e na educação. A religião também é considerada principalmente um assunto pessoal que não deve ser discutido em público.
A Constituição da Holanda garante a liberdade de educação, o que significa que todas as escolas que cumprem critérios gerais de qualidade recebem o mesmo financiamento do governo. Isso inclui escolas baseadas em princípios religiosos ou geridas por grupos religiosos. Três dos dezenove partidos políticos nos Estados Gerais ( CDA , CU e SGP ) são baseados na crença cristã. Vários feriados religiosos cristãos são feriados nacionais ( Natal , Páscoa , Pentecostes e Ascensão de Jesus ).  Ateísmo, agnosticismo e ateísmo cristão estão em ascensão e são amplamente aceitos. Mesmo entre os que aderem ao cristianismo, há altas porcentagens de ateus e agnósticos, já que a filiação a uma denominação cristã também é utilizada como forma de identificação cultural em várias partes da Holanda.  
Em 2015, 82% da população da Holanda disse que nunca ou quase nunca visitou uma igreja, e 59% afirmou que nunca tinha ido a uma igreja de qualquer tipo. De todas as pessoas questionadas, 24% se consideravam ateus, um aumento de 11% em relação ao estudo anterior feito em 2006. Em 2017 pessoas não religiosas se tornaram a maioria pela primeira vez. Apenas 49% das pessoas com mais de 15 anos se identificam como religiosas, em comparação com 54% em 2012. A maior denominação ainda é o catolicismo com 24%, enquanto 5% se identificam com o islamismo. 

## Cinturão da bíblia
O Cinturão da Bíblia é uma região nos Países Baixos, que inclui algumas áreas na Holanda central, com a maior concentração de calvinistas conservadores do país. Essa região é conhecida por ter uma grande concentração de igrejas calvinistas e escolas cristãs, bem como uma população que valoriza bastante a fé e a tradição religiosa.

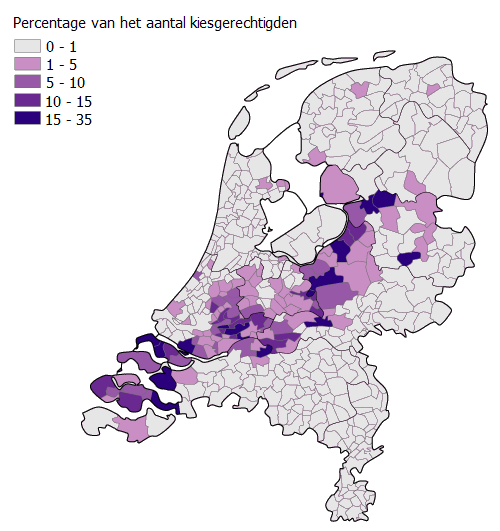
Áreas onde o Partido Político Reformado da Direita Cristã Holandesa (SGP) recebeu um número significativo de votos em 2010, em grande parte coextensivo com o Cinturão da Bíblia Holandês.

O termo "Cinturão da Bíblia" foi cunhado na década de 1960, quando se observou que algumas áreas da Holanda estavam se tornando cada vez mais seculares, enquanto outras permaneciam firmemente enraizadas na tradição religiosa. As comunidades protestantes dessas áreas, em geral, seguem a doutrina calvinista, que enfatiza a autoridade da Bíblia e a importância da pregação, da oração e da devoção.
Na região, as mulheres evitam calças, palavrões são proibidos por lei e a televisão é desprezada (Estatísticas da empresa de TV a cabo Ziggo mostram que quase 80% dos habitantes locais não têm televisão). As mulheres devem usar um chapéu para entrar nas igrejas, e o jornal mais lido é o Reformatories Dagblad, que não tem páginas de esportes e muitas notícias da igreja. A região tem uma das taxas de natalidade mais altas da Europa.
Apesar de a Holanda ser, em geral, um país bastante secularizado, o Cinturão da Bíblia ainda mantém uma forte influência religiosa e cultural em suas comunidades, sendo um importante exemplo da diversidade religiosa que pode ser encontrada nos Países Baixos.
As várias denominações calvinistas conservadoras, como as Antigas Congregações Reformadas na Holanda, têm uma associação oficial combinada de cerca de 400.000 pessoas. 

## História

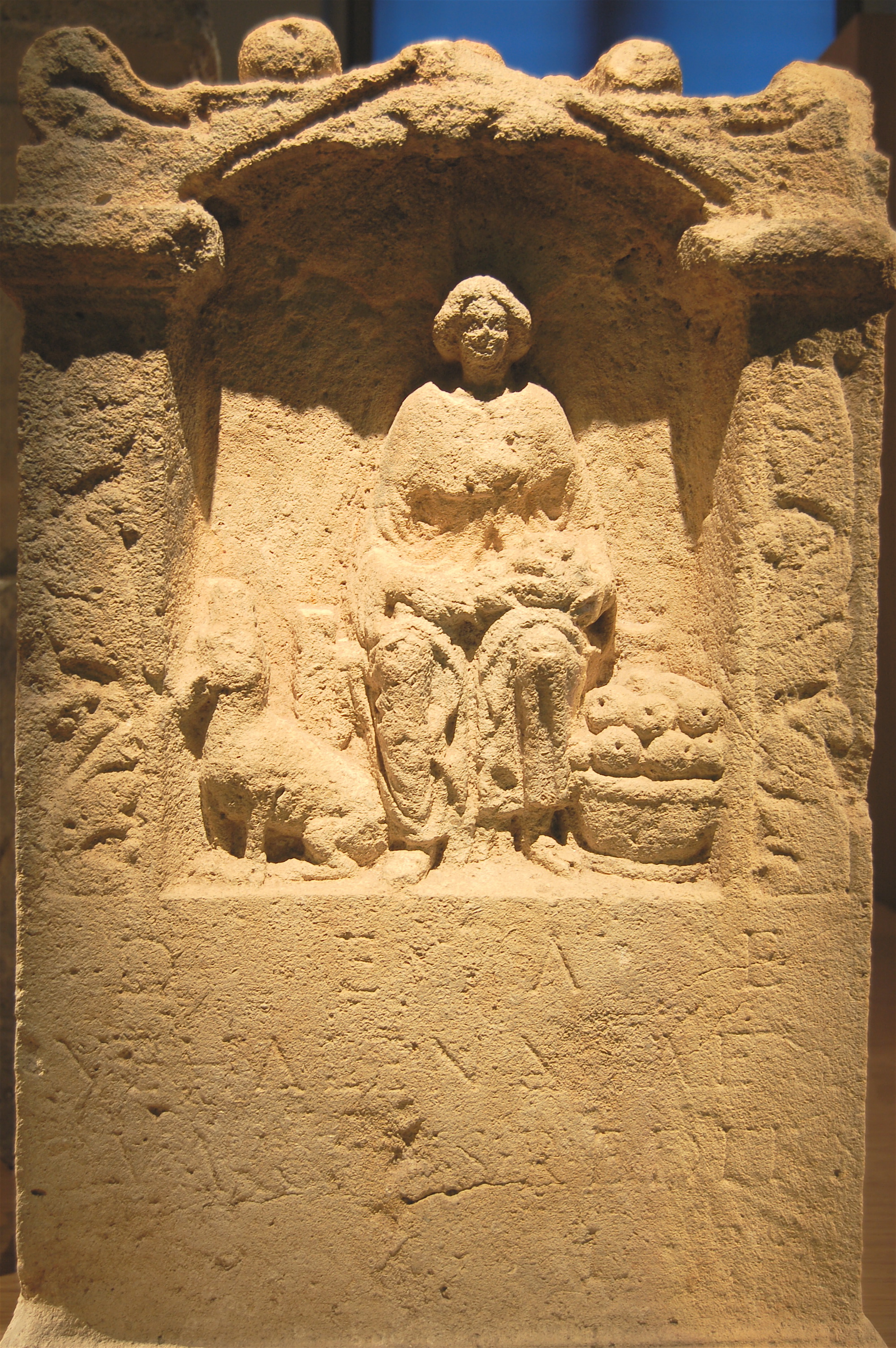
Altar para Nehalennia 150-250 DC.

Os dados mais antigos sobre a crença religiosa dos habitantes das regiões que hoje são os “Países baixos” vieram dos romanos. Ao contrário do que as fontes antigas parecem sugerir, o Reno, que claramente formava a fronteira do Império Romano, não parecia formar a fronteira entre as áreas de celtas e alemães. Havia alemães ao sul dela (Germani Cisrhenani) e muitos nomes de lugares e achados arqueológicos indicam a presença de celtas ao norte do Reno.
Entre esses povos celtas e germânicos, e mais tarde os conquistadores romanos (romanização), ocorreu um intercâmbio cultural. As tribos adaptaram os mitos e divindades politeístas umas das outras, resultando em uma síntese da mitologia germânica, celta e romana. Deuses como Nehalennia, Hiudana e Sandraudiga são de origem indígena (celta), enquanto deuses como Wodan, Donar e Frigg / Freija (ver Freya ) vieram de origem germânica. Outros, como Júpiter, Minerva e Vênus, foram introduzidos pelos romanos. Tácito também descreveu o mito da criação de Mannus, um homem primitivo do qual teriam surgido todas as tribos germânicas. Os celtas e alemães nos Países Baixos tinham santuários de árvores, seguindo o exemplo do antigo nórdico Yggdrasil, o saxão Irminsul e o carvalho de Donar. Os templos provavelmente só foram construídos durante e após a romanização e foram preservados em lugares como Empel e Elst. 

### Idade Média: cristianização e teocentrismo
Do século IV ao VI dC Ocorreu a Grande Migração, na qual as pequenas tribos celta-germânico-romanas dos Países Baixos foram gradualmente suplantadas por três grandes tribos germânicas: os francos, os frísios e os saxões. Cerca de 500 dos francos, inicialmente residindo entre o Reno e o Somme, se converteram ao cristianismo após a conversão de seu rei Chlodovech. Uma grande parte da área ao sul de Maas (Meuse) pertenceu desde o início da Idade Média até 1559 ao arquidiácono Kempenland, que fazia parte da diocese de Tongeren-Maastricht-Luik (Liege). Do centro da diocese, sucessivamente as cidades de Tongeren, Maastricht e Luik, esta parte da Holanda provavelmente foi cristianizada.
Segundo a tradição, o primeiro bispo de Maastricht, Servatius, foi enterrado nesta cidade em 384, embora apenas pelo bispo Domitianus (ca. 535) seja estabelecido que ele residia em Maastricht. No entanto, levaria pelo menos até 1000 dC antes que todos os povos pagãos fossem realmente cristianizados e as religiões frísia e saxônica fossem extintas, e elementos das extintas religiões pagãs fossem incorporados à religião cristã, mesmo após a conversão. Nos séculos seguintes, o catolicismo foi a única religião dominante na Holanda. Nos séculos XIV e XV, ouviram-se os primeiros apelos à reforma religiosa.

### Início da Era Moderna: Reforma
Os rebeldes Países Baixos que se uniram na União de Utrecht (1579) declararam sua independência da Espanha em 1581, durante a Guerra dos Oitenta Anos; A Espanha finalmente aceitou isso em 1648. A revolta holandesa foi parcialmente motivada religiosamente, já que durante a Reforma muitos dos holandeses adotaram a formas luteranas, anabatistas, calvinistas ou menonitas de protestantismo. Esses movimentos religiosos foram reprimidos pelos espanhóis, que apoiaram a Contra-Reforma. Após a independência, a Holanda adotou o calvinismo como religião informal do estado, mas praticava um grau de tolerância religiosa para com os não-calvinistas. Cultivou a reputação de refúgio seguro para refugiados judeus e protestantes de Flandres, França (huguenotes), Alemanha e Inglaterra.

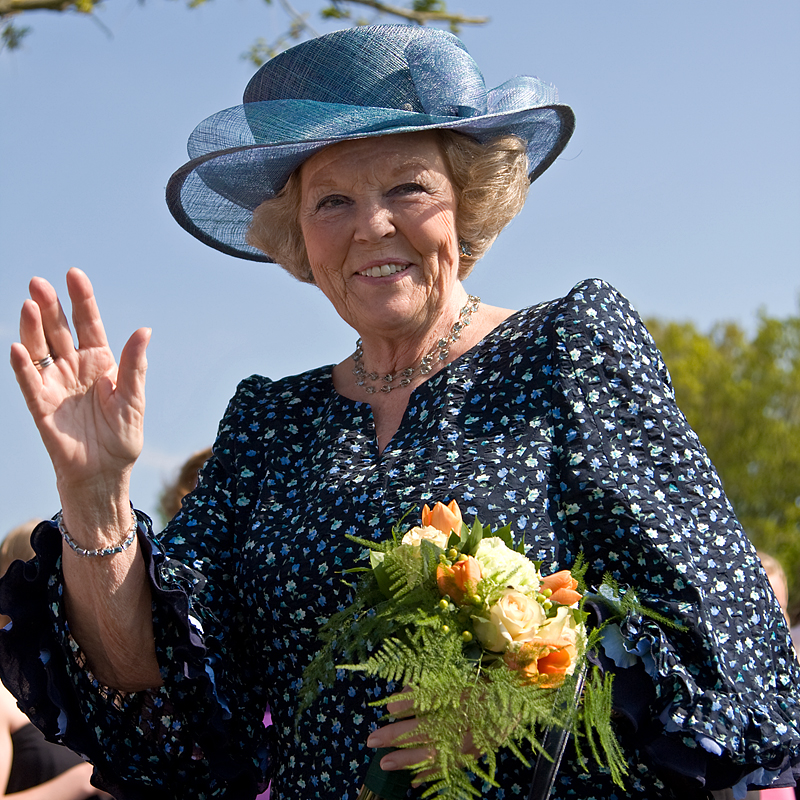
Assim como a rainha Beatriz, a família real holandesa tradicionalmente professa a fé reformada (calvinismo) desde o século XVII.

Sempre houve diferenças consideráveis entre as interpretações ortodoxas e liberais do calvinismo, como aquelas entre o arminianismo e o gomarismo no século XVII e aquelas entre a Igreja Reformada Holandesa (Nederlands Hervormde Kerk) e as Igrejas Reformadas na Holanda (Gereformeerde Kerken na Holanda). no final do século 19, o que levou a uma diferença denominacional entre hervormd e gereformeerd , embora linguisticamente ambos signifiquem "reformado". Católicos, que dominavam as províncias do sul, não tinham permissão para praticar sua religião abertamente. Eles foram emancipados durante o final do século XIX e início do século XX através da pilarização, formando suas próprias comunidades sociais. Em 1947, 44,3% pertenciam a denominações protestantes, 38,7% pertenciam à Igreja Católica Romana e 17,1% não eram afiliados.  Em 1940-45, 75-80% dos judeus holandeses foram assassinados no Holocausto pelos nazistas.
Desde 1880, as principais religiões começaram a declinar à medida que o secularismo, o socialismo e o liberalismo cresciam; nas décadas de 1960 e 1970, o protestantismo e o catolicismo começaram a declinar rapidamente. A maior exceção é o Islã, que cresceu consideravelmente como resultado da imigração. Desde o início do século XXI, tem havido uma crescente conscientização sobre o extremismo muçulmano.  Um estudo de 2015 estima cerca de 4.500 crentes cristãos de origem muçulmana no país, a maioria deles pertencente a alguma forma de protestantismo.
O calvinismo é a fé tradicional da família real holandesa, um resquício do domínio histórico da igreja. 

## Estatísticas
Religiões nos Países Baixos (2021)
Quase todos os grupos cristãos mostram uma diminuição no número de membros nos últimos anos. No entanto, em particular, é perceptível a perda de membros das duas principais igrejas, nomeadamente a Igreja Católica Romana na Holanda, com uma perda de membros de aproximadamente 589.500 membros entre 2003 (4.532.000 pessoas, ou 27,9% da população) e 2013 ( 3.943.000 pessoas, ou 23,3%),  e a Igreja Protestante na Holanda, com uma perda de membros de 737.174 membros entre 2003 (1.823.085 pessoas, ou 11,2% da população, para a Igreja Reformada Holandesa; 623.100 pessoas ou 3,8% para as Igrejas Reformadas na Holanda; e 11.989 pessoas ou 0,07% para a Igreja Evangélica Luterana no Reino dos Países Baixos; total para essas igrejas de 2.458.174 pessoas, ou 15,15% da população) e 2012 (Igreja Protestante na Holanda, 1.721.000 pessoas ou 10,2% da população). Igrejas menores ( Igreja Menonita na Holanda, Remonstrantes e Antiga Igreja Católica) tinham um número total de 22.489 membros (0,13% da população) em 2003, que caiu para 17.852 membros (0,10% da população) em 2012. 
No total, o número de membros de grupos cristãos na Holanda diminuiu de 7.013.163 (43,22% da população) em 2003 para 5.730.852 (34,15% da população) em 2013. Isso representa uma perda total de membros de 1.282.311 (9,7% no total) de todas as igrejas na Holanda nestes 10 anos.  Esses números são baseados em informações do KASKI (Katholiek Sociaal-Kerkelijk Insituut / Instituto Social-Eclesiástico Católico), que por sua vez baseia seus números em informações fornecidas pelas próprias igrejas. Pesquisa independente em 2015 pela VU University Amsterdam e Radboud University mostra números significativamente mais baixos em relação à porcentagem da população holandesa que adere a quase todas as igrejas mencionadas aqui.